# Mochudi
Mochudi è un villaggio del Botswana situato nel Distretto di Kgatleng, di cui è capoluogo, a circa 37 km dalla capitale Gaborone. Fu fondato nel 1871 dal popolo Tswana.
Secondo il censimento del 2011 la popolazione ammonta a 44.815 abitanti.

## Località
Nel territorio del villaggio sono presenti le seguenti 88 località:
- Bogwete
- Boseja-Bokone
- Boseja-Borwa
- Dikalakana
- Dikeletsane
- Dikhutsana
- Diphala
- Dipoana
- Ditau
- Ditshasa
- Ditshego
- Ditshilwana
- Dutela
- Kgobaseretse
- Kgosing
- Kgwarapane 1
- Kgwarape 2
- Khudiri
- Kobeng
- Kotantsho
- Legotlhong
- Lekwatsi
- Leloto
- Lengotswane
- Lengotswane & Makaleng
- Lesu
- Letlhakane
- Mabolaelo
- Mabudisa
- Magogodi
- Majwane
- Makakatlela
- Makgophane
- Malebyana
- Manamakgote
- Marapo
- Matlapana
- Matlhage
- Mmabane
- Mmabe
- Mmaesoke
- Mmakgomo
- Mmamantswe
- Mmamarobole
- Mmane
- Mmangwato
- Mmasesa
- Mmatshwene
- Mogolegwa
- Mogonono East
- Mogonono West
- Monametsana
- Mononnye
- Monwane
- Moologe
- Moologe
- Moralana
- Morema
- Mosanteng
- Mosetlha
- Moshawana
- Motlatlagwe
- Nfeke
- Nkudialela
- Ntshekeletse South
- Ntshinoge
- Ntshwabi
- Phalalamorena
- Phaphane
- Phataname
- Phatlhana
- Phiring
- Pholotona
- Rabotsiripa 1
- Rabotsiripa 2
- Radiajana
- Ramathuwa
- Ramhulatsi
- Ramokolonyana
- Ramotswadikgomo
- Rampedi
- Raserura
- Segoditshane
- Seshoboloko
- Sesobane
- Seswaane
- Tshipabosigo
- Tshukudu